# Krasnoselskaja (stanice metra v Moskvě)

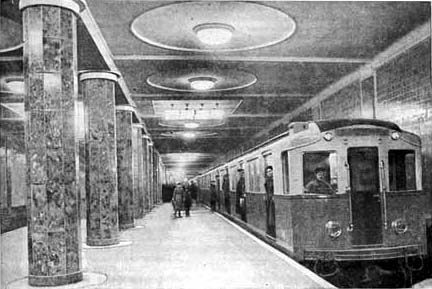
Nástupiště stanice v 50. letech 20. století

Krasnoselskaja (rusky Красносе́льская) je stanice moskevského metra. Pojmenována je podle ulice, pod níž se nachází.

## Charakter stanice
Krasnoselskaja je mělce založená (8 m hluboko) hloubená stanice s ostrovním nástupištěm. Nachází se na Sokolničeské lince, v její severovýchodní části; je součástí prvního a nejstaršího úseku moskevského metra. Vzhledem ke své nízké vytíženosti má jen jeden výstup vyvedený do povrchového vestibulu; její nástupiště je také nezvykle úzké. Strop je podpírán jednou řadou celkem deseti sloupů, ty jsou obložené krymským mramorem. Stěny za nástupištěm jsou pak obloženy keramické dlaždice, které jsou rozděleny po pravidelných intervalech betonovými vzpěrami. Osvětlení zajišťují zářivky umístěné mezi sloupy, ještě v 70. letech ale svítily cestujícím lampy umístěné nad kolejemi.
Krasnoselskaja byla otevřena 15. května roku 1935 jako součást úseku Sokolniki – Park Kultury. Denně stanici využije okolo 30 000 cestujících.